# Colom becut
El colom becut, colom manumea o simplement el manumea (Didunculus strigirostris) és una espècie d'ocell de la família dels colúmbids (Columbidae) que habita boscos de muntanya de les illes Savai'i i Upolu, a l'arxipèlag de Samoa. És l'única espècie del gènere Didunculus, que forma per ell mateix la subfamília dels didunculins (Didunculinae).